# Xysticus abramovi
Xysticus abramovi là một loài nhện trong họ Thomisidae.
Loài này thuộc chi Xysticus. Xysticus abramovi được Yuri M. Marusik & Dmitri Viktorovich Logunov miêu tả năm 1995.